# Vallespir
Vallespir è una comarca naturale e storica catalana, situata nel sud della Francia, nel dipartimento dei Pirenei Orientali, così come fu definita da Joan Becat nell'Atlante della Catalogna del Nord nel 1977. 
Prima del XVII secolo apparteneva al Contado o Contea del Rossiglione, allora spagnola e catalana. 
Il suo capoluogo storico ed amministrativo moderno è Céret (in francese e spagnolo, Ceret in catalano). 
Rappresenta una storica comarca frontaliera di Francia, che confina con le storiche comarche gerundenses (cioè della provincia catalana di Gerona) dell'Alto Empordà a sud est, la Garrotxa a sud, il Ripollès a sud ovest, in Spagna, così come con le comarche storiche del Conflent a nord ovest e del Rossiglione a nord est, in Francia.
Il Vallespir è costituito da una valle, in direzione sud ovest-nord est, attraversata dall'alto corso del fiume Tech, che la percorre essenzialmente da ovest ad est. 

## Toponomastica

### Forme del nome
Il nome di Vallespir appare per la prima volta nell'814 sotto la forma di Vallis Asperi, poi presente dal IX secolo fino all'XI secolo, sotto le forme di Valle Asperi o di Valle Asperii. 
S'incontra ugualmente la denominazione di Vallis Asperia nell'869, ed una forma erronea quale Valle Aspiranae nell'832. 
Nessuna prova mostra invece che un antico pagus romano abbia potuto portare tale nome, per cui si può dunque pensare più realisticamente che Céret facesse parte del pagus Ceretani, e non d'un ipotetico pagus Vallis Asperi.
Si trova anche la forma di Val de Spir nel XVIII secolo, come nel 1706) o nel XIX secolo come nel 1811. 
Si rinvengono anche le denominazioni di Val Spir o di Val Spire ancora nel XIX secolo (1862).

### Etimologia
Valle è un termine impiegato già in epoca romana allo stesso tempo per designare una valle, ma anche un grande dominio o possesso feudale, alla maniera di Valle Cerdania (Cerdagna) o Valle Confluentis (Conflent).
La denominazione Espir potrebbe esser venuta dal nome di persona Asperius, dando così Valle Asperius, poi Vallasperiu. Parecchie ragioni sia toponimiche che fonetiche sembrano tuttavia contraddire questa ipotesi che, per di più, avrebbe senza dubbio condotto piuttosto ad un nome femminile, invece che maschile, sotto la forma di Vallespera. 
È ben più probabile che espir venga dall'aggettivo latino asper-a-um (aspre in catalano, aspro in italiano, âpre in francese), nome che lo si ritrova nella regione naturale delle Aspres, contigua al Vallespir e senza dubbio anche parte integrante della viscontea eponima. Si può allora supporre che il nome di Vallespir abbia all'origine designato la media valle del fiume Tech, in corrispondenza di Céret e presso le Aspres), e non l'alto Vallespir, molto più umida e verdeggiante.

## Comuni
| Denominazione dei municipi in lingua francese, ufficiale, seguita da quella in lingua catalana, usata da parte della popolazione, specie più anziana: - L'Albère (L'Albera in catalano) - Arles-sur-Tech (Arles) - Amélie-les-Bains-Palalda (Els Banys d'Arles) - Céret (Ceret) - Les Cluses (Les Cluses) - Corsavy (Cortsaví) - Coustouges (Costoja) - Lamanère (La Menera) - Montbolo (Montboló) - Montferrer (Montferrer) - Maureillas-las-Illas (Morellàs i les Illes) - Le Perthus (El Pertús) - Prats-de-Mollo-la-Preste (Prats de Molló i la Presta) - Reynès (Reiners) - Saint-Jean-Pla-de-Corts (Sant Joan de Pladecorts) - Saint-Laurent-de-Cerdans (Sant Llorenç de Cerdans) - Serralongue (Serrallonga) - Le Tech (El Tec) |